# Oshiri Kajiri Mushi
Oshiri Kajiri Mushi (おしりかじり虫?) è un brano musicale per bambini giapponese del 2007 scritta e prodotta dal duo di marito e moglie duo Uruma Delvi. Il brano è riuscito ad entrare nella classifica Oricon dei singoli più venduti in Giappone.

## Il brano
La canzoncina è stata fatta sentire per la prima volta nel 2007, nel corso della trasmissione televisiva per bambini Minna no Uta, trasmessa dal canale Nippon Hōsō Kyōkai. Oshiri Kajiri Mushi, che può essere tradotto come means "l'insetto mordi-sedere" , racconta di un magico insetto che incoraggia le persone ad interagire fra loro, mordendo i loro sederi.

## Adattamento
Il brano musicale è stato sfruttato come soggetto per la realizzazione di una serie televisiva anime prodotta dalla Kinema Citrus e trasmesso in Giappone a partire dal 7 ottobre 2012. Il protagonista dell'anime è l'insetto che morde il sedere della gente, doppiato da Tomoko Kaneda.